# Pinokkio (boek)

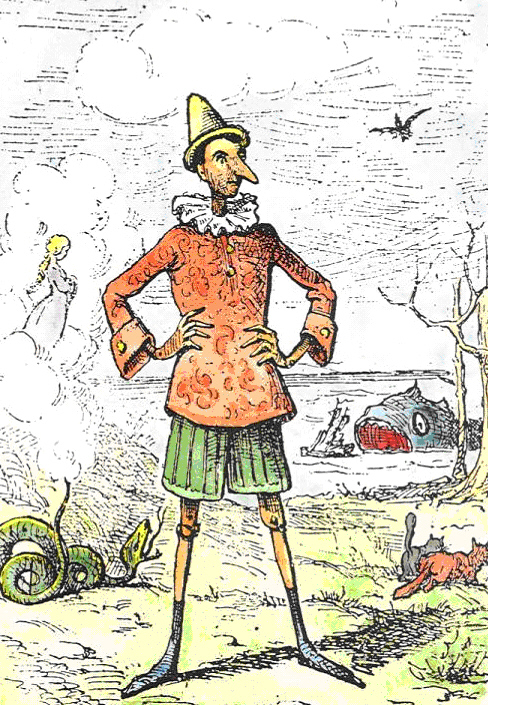
Pinokkio getekend door Enrico Mazzanti voor de eerste geïllustreerde editie (1883)

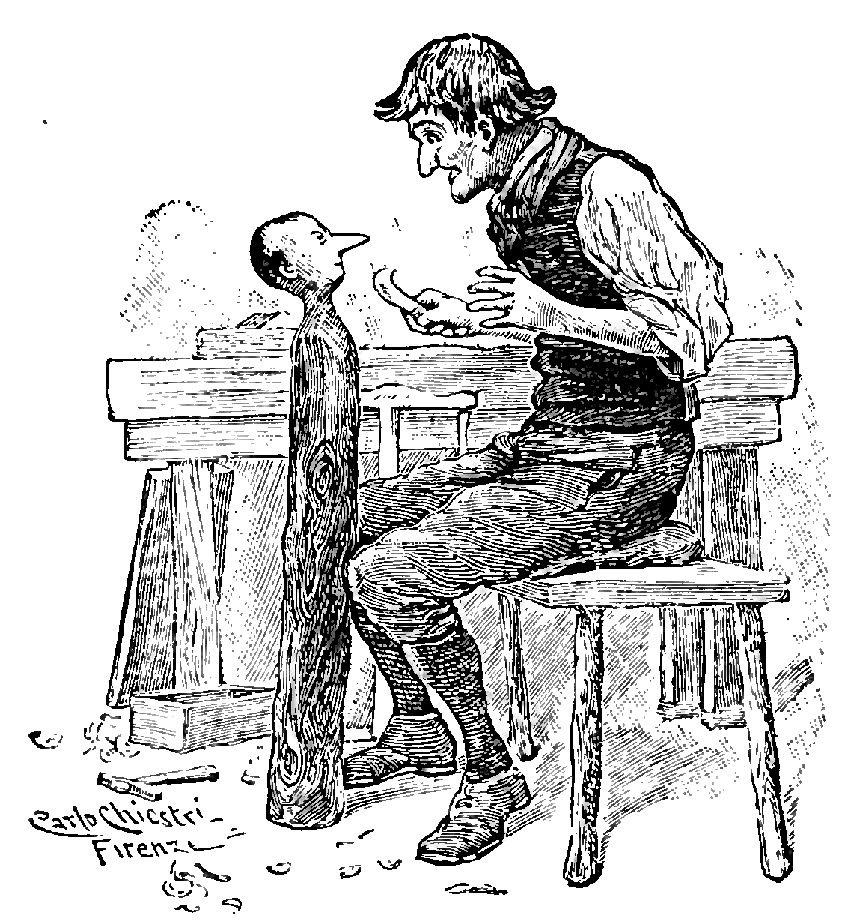
Meester Geppetto snijdt Pinokkio uit een stuk kersenhout. Illustratie van Carlo Chiostri, voor het eerst gebruikt in 1902

Pinokkio (Italiaans: "stukje pijnboom") is de houten hoofdpersoon in een boek van de Italiaanse schrijver Carlo Collodi, dat in 1883 werd gepubliceerd onder de titel Le avventure di Pinocchio. Het boek werd onmiddellijk een succes en in veel talen vertaald (in 1915 in het Nederlands). Ook is het meerdere malen verfilmd, waarbij de productie van Walt Disney uit 1940 de bekendste is.
Hoewel het een kinderklassieker is geworden, werd het niet alleen voor kinderen geschreven. Pinokkio maakt, als gevolg van zijn eigen domheden, allerlei onaangename dingen mee en wordt zelfs een keer opgehangen. Dat overleeft hij echter omdat een houten pop nu eenmaal niet kan stikken. Aan het eind van het boek verandert Pinokkio uiteindelijk in een mensenkind. Collodi leefde in het werk ook zijn gevoel voor satire en allegorie uit. Recensenten concludeerden dat het werk, behalve een kinderboek, ook een allegorie was van de stijve samenleving uit die tijd en het contrast toonde tussen eerbaarheid en formele vormen en het volgen van het vrije instinct. Aanvankelijk vond men in de 'betere standen' dit boek dan ook niet geschikt voor welopgevoede kinderen (vergelijkbaar bijvoorbeeld met de Nederlandse 'Pietje Bell'). Het boek onderscheidt zich in pedagogisch opzicht ook door de gelijkenis tussen de marionet die een jongetje wordt en het kind dat opgevoed wordt tot volwassenheid. Carlo Collodi was vrijmetselaar, en sommigen speculeren dan ook dat onder meer de kritiek op de stijve samenleving en het thema van de transformatie van 'bespeelde pop' tot 'zelfstandig mens' daarop is geïnspireerd.

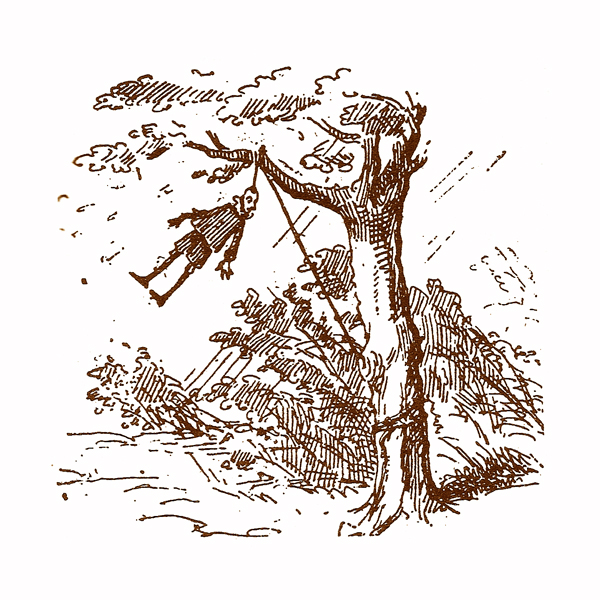
Pinokkio wordt opgehangen

Sommige beelden uit het boek zijn wereldberoemd en worden regelmatig geciteerd, met name de lange neus die het gevolg is van liegen.
In het stadje Collodi, waaraan de schrijver van het boek, Carlo Lorenzini, zijn pseudoniem ontleende, is een Pinokkio-park (Parco di Pinocchio) gevestigd. Daar bevinden zich gebeeldhouwde taferelen uit het verhaal.